# Bergaptene
Il bergaptene (5-metossipsoralene) è una sostanza appartenente alla famiglia degli psoraleni (molecole note anche con il nome di furocumarine lineari), che si trova principalmente nell'olio essenziale di bergamotto (l'essenza ne contiene in genere tra lo 0,4 e lo 0,7%) e in molti altri oli essenziali agrumari. È una sostanza fototossica. Viene utilizzato nella cura di alcune forme di psoriasi.